# Синеморец
Синеморец (болг. Синеморец) — село в Болгарии. Расположен на побережье Чёрного моря. Находится в Бургасской области, входит в общину Царево. Население составляет 378 человек.

## Ссылки

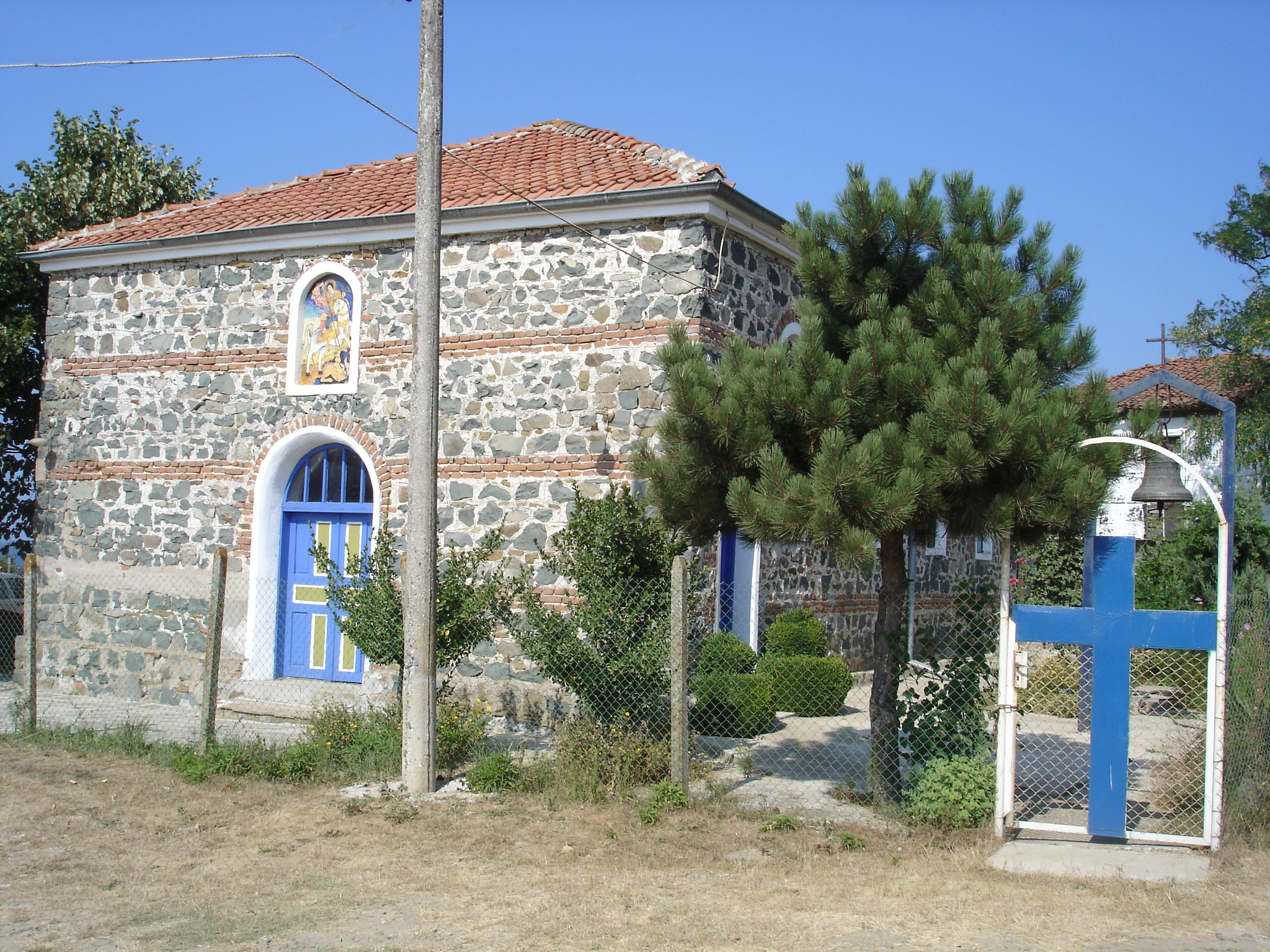

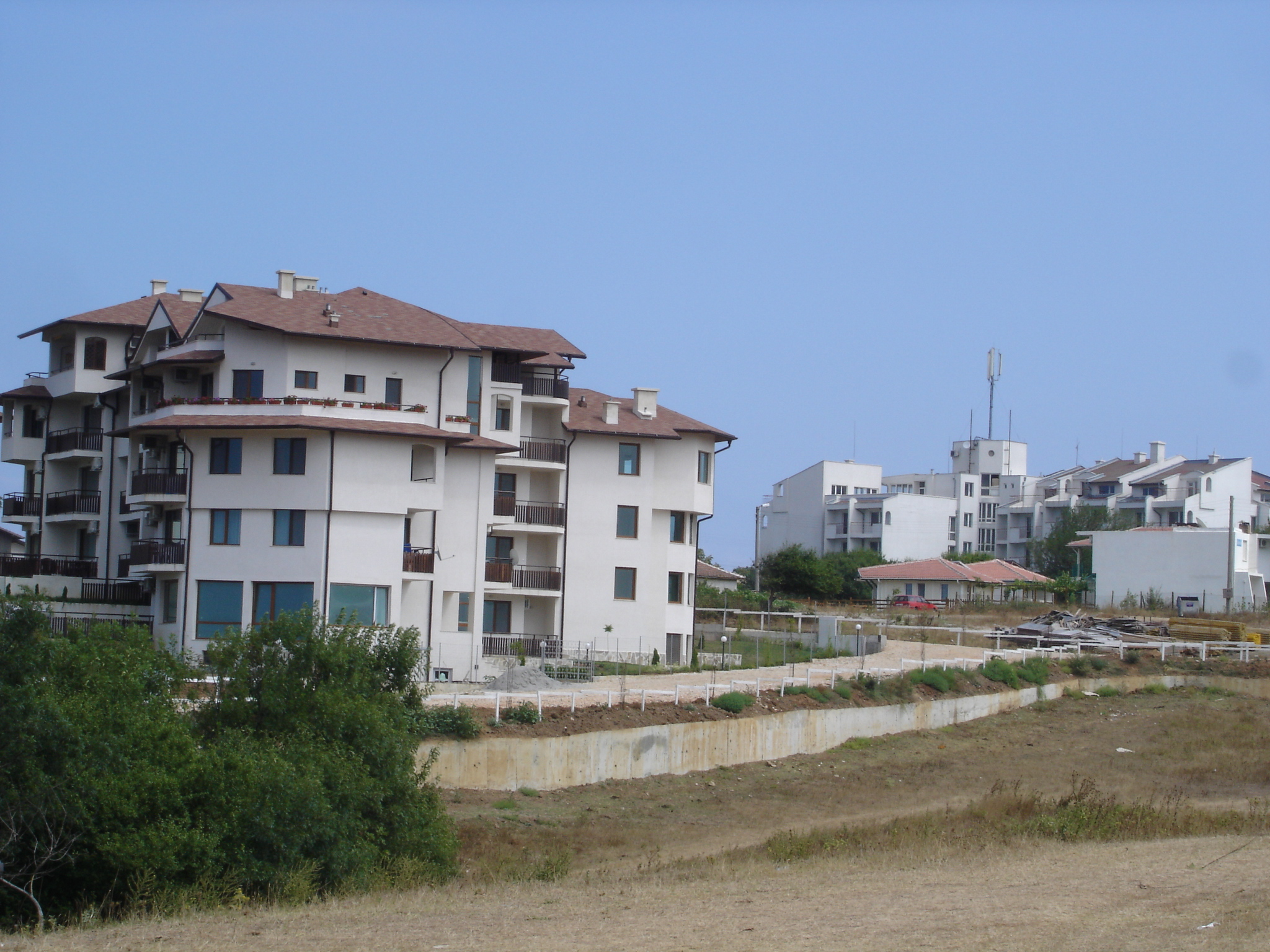